# 垂乳根湖
垂乳根湖（英語：Lake Tarachine），是南極洲的湖泊，位於毛德皇后地的哈拉爾王子海岸，處於海鷗湖和南湖之間的東翁古爾島，在1957年由日本探險隊命名，現時由南極條約體系管理。

## 外部連結
- 本条目引用的公有领域材料来自美国地质调查局的文档 《垂乳根湖》 （資料來自地名信息系统）。

69°1′S 39°35′E / 69.017°S 39.583°E